# شیرشاه (فیلم ۲۰۱۹)
شیرشاه (انگلیسی: The Lion King) یک پویانمایی رایانه‌ای آمریکایی در ژانر موزیکال به تهیه‌کنندگی و کارگردانی جان فاورو است که در سال ۲۰۱۹ منتشر شد. فیلم‌نامۀ این فیلم توسط جف نیثنسن بر اساس انیمیشن کلاسیک شیرشاه نوشته شده و والت دیزنی پیکچرز مسئولیت ساخت آن را برعهده دارد. دونالد گلاور، جیمز ارل جونز، ست روگن و بیلی ایکنر صداپیشگان فیلم هستند. همچون نسخۀ انیمیشنی، هانس زیمر موسیقی فیلم را ساخته است. بعد از دامبو و علاءالدین، شیرشاه سومین فیلمی است که در سال ۲۰۱۹ بر پایه انیمیشن‌های دیزنی ساخته شده است. فیلم قصۀ سیمبا، شیر جوانی را دنبال می‌کند که پس از قتل پدرش، موفاسا، به دست عمویش، اسکار، باید نقش خود را به عنوان پادشاه بر حق سرزمینش بپذیرد.
تولید فیلم از سپتامبر ۲۰۱۶ آغاز شد. بعد از موفقیت تجاری و انتقادی کتاب جنگل، دیزنی، جان فاورو را استخدام کرد تا بر اساس انیمیشن کلاسیک شیرشاه، یک فیلم زنده بسازد. فیلم‌برداری از اوایل تا اواسط سال ۲۰۱۷ به طول انجامید، بسیاری از بازیگران اصلی در اوایل سال ۲۰۱۷ قرارداد امضا کردند. شیرشاه به‌طور کامل در استودیویی در لس آنجلس و در جلوی پرده آبی فیلم‌برداری شد. آهنگسازان هانس زیمر، التون جان و تیم رایس، ترانه‌سرا، که همگی روی موسیقی متن اصلی کار کرده‌اند، برای آهنگسازی در کنار نولز-کارتر، که به جان در بازسازی موسیقی متن کمک کرد و ترانهٔ «روح» را برای فیلم نوشت، بازگشتند. این فیلم به عنوان آخرین اثر تدوینگر مارک لیولسی است و به یاد او تقدیم شده است. این فیلم با بودجه تخمینی حدود ۲۶۰ دلار میلیون، یکی از پرهزینه‌ترین فیلم‌های ساخته‌شده است.
شیرشاه از تاریخ ۱۹ ژوئیه ۲۰۱۹ در قالب‌های دالبی سینما و آی‌مکس اکران شد. فیلم با واکنش متوسطی از سوی منتقدان همراه بود. جلوه‌های ویژه، موسیقی متن و کار صداپیشگان تحسین شد اما به خاطر نداشتن اصالت مورد انتقاد قرار گرفت. فیلم با بودجه‌ای ۲۶۰ میلیون دلاری ساخته شد و ۱٫۶ میلیارد دلار در سراسر جهان فروخت که آن را به دومین فیلم پرفروش سال ۲۰۱۹ و هفتمین فیلم پرفروش تاریخ سینما تبدیل می‌کند. شیرشاه همچنین پرفروش‌ترین فیلم پویانمایی تاریخ سینما است. این فیلم در هفتاد و هفتمین مراسم گلدن گلوب و بیست و پنجمین جوایز انتخاب منتقدان نامزد دریافت جایزهٔ بهترین فیلم بلند پویانمایی و ترانهٔ اصلی شد. همچنین در هفتاد و سومین دوره جوایز بفتا و نود و دومین دوره جوایز اسکار برای جلوه‌های بصری نامزد شد. موفاسا: شیرشاه فیلمی در دنبالۀ این اثر و با کارگردانی بری جنکینز است که در سال ۲۰۲۴ منتشر شد.

## داستان
در سرزمین غرور در تانزانیا، گله‌ای از شیرها از صخرهٔ غرور بر قلمرو پادشاهی فرمانروایی می‌کنند. شاه موفاسا و ملکه سارابی صاحب پسری به نام سیمبا می‌شوند که توسط رافیکی، ماندریلی که شمن و مشاور سلطنتی است، به حیوانات گردآمده معرفی می‌شود. برادر کوچک‌تر موفاسا، اسکار، در پی به‌دست گرفتن تاج‌وتخت است.
موفاسا سیمبا را با سرزمین غرور آشنا می‌کند و به او هشدار می‌دهد که از مرزهای آن فراتر نرود. او وظایف یک پادشاه و مفهوم «چرخهٔ زندگی» را که همهٔ موجودات زنده را به‌هم پیوند می‌دهد، برای سیمبا توضیح می‌دهد. اسکار با حیله، سیمبا را ترغیب می‌کند تا از گورستان فیل‌ها در خارج از مرزهای قلمرو دیدن کند. در آنجا، سیمبا و دوست صمیمی‌اش نالا توسط گروهی از کفتار خال‌دارها به رهبری شنزی تعقیب می‌شوند. موفاسا که توسط زازو، مرغ شاخ‌داری که مباشر سلطنتی‌اش است، آگاه می‌شود، به‌موقع می‌رسد و توله‌ها را نجات می‌دهد. اگرچه از نافرمانی سیمبا و به خطر افتادن او و نالا ناراحت است، اما او را می‌بخشد و توضیح می‌دهد که پادشاهان بزرگ گذشته از آسمان شب بر آن‌ها نظارت دارند و روزی خودش نیز بر سیمبا نظارت خواهد کرد. اسکار سپس نزد کفتارها می‌رود و آن‌ها را قانع می‌کند تا در برابر دریافت حق شکار در سرزمین غرور، در کشتن موفاسا و سیمبا به او کمک کنند.
اسکار تله‌ای برای سیمبا و موفاسا می‌گذارد. او سیمبا را به دره‌ای می‌کشاند و به کفتارها علامت می‌دهد تا گله‌ای بزرگ از کل یال‌سفیدها را به سمت او برانند و باعث یک طغیان ویرانگر شوند. اسکار موفاسا را باخبر می‌کند؛ موفاسا جان سیمبا را نجات می‌دهد و در حال تلاش برای فرار است که از اسکار کمک می‌خواهد، اما اسکار به او خیانت می‌کند و او را به پایین پرتاب می‌کند و موفاسا در زیر پای گله کشته می‌شود. اسکار سپس سیمبا را فریب می‌دهد و او را قانع می‌کند که مرگ پدرش تقصیر خودش بوده و باید قلمرو را ترک کند و هرگز بازنگردد. سپس به کفتارها دستور می‌دهد سیمبا را بکشند، اما او موفق به فرار می‌شود. اسکار که از زنده‌ماندن سیمبا بی‌خبر است، به گله می‌گوید که هر دو، موفاسا و سیمبا، در طغیان کشته شده‌اند و خود را شاه جدید معرفی می‌کند و کفتارها را به سرزمین غرور راه می‌دهد.
سیمبا در بیابانی بی‌هوش می‌شود اما توسط دو رانده‌شده، یک میرکات و یک گراز وحشی به نام‌های تیمون و پومبا نجات می‌یابد. سیمبا در آبادی آنان بزرگ می‌شود و با شعار "هاکونا ماتاتا" («بی‌خیالی» به زبان سواحیلی) زندگی راحت و بی‌دغدغه‌ای را آغاز می‌کند. در همین زمان، اسکار تلاش می‌کند سارابی را متقاعد کند که ملکه‌اش شود، اما او امتناع می‌کند. سال‌ها بعد، سیمبای بالغ تیمون و پومبا را از دست یک شیر گرسنه نجات می‌دهد که مشخص می‌شود همان نالا است. سیمبا و نالا عاشق هم می‌شوند و نالا او را ترغیب می‌کند که به خانه بازگردد، زیرا سرزمین غرور زیر سلطنت اسکار خشک‌سالی زده شده و رو به ویرانی رفته است. اما سیمبا که همچنان خود را مقصر مرگ موفاسا می‌داند، امتناع می‌کند و با عصبانیت دور می‌شود. او با رافیکی برخورد می‌کند که به او می‌گوید روح موفاسا در او زنده است. روح موفاسا در آسمان شب به دیدار سیمبا می‌آید و به او می‌گوید که باید جایگاهش را به‌عنوان پادشاه بپذیرد. رافیکی به او یاد می‌دهد که به‌جای فرار از گذشته، از آن درس بگیرد، و سیمبا تصمیم می‌گیرد به سرزمین غرور بازگردد.
سیمبا با کمک دوستانش مخفیانه از کفتارها عبور می‌کند و با اسکار روبه‌رو می‌شود. اسکار تلاش می‌کند با یادآوری نقش ظاهری سیمبا در مرگ موفاسا، او را خوار سازد، اما سپس حقیقت را برملا می‌کند و می‌گوید خودش موفاسا را کشته است. سیمبای خشمگین به او حمله می‌کند و اسکار را وادار می‌سازد حقیقت را به گله بگوید. نبردی میان سیمبا و یارانش با کفتارها درمی‌گیرد. اسکار قصد فرار دارد، اما در لبهٔ صخرهٔ غرور به دام می‌افتد. او از سیمبا طلب بخشش می‌کند و سعی می‌کند با انداختن تقصیرها بر گردن کفتارها فریبش دهد. سیمبا از جان او می‌گذرد ولی دستور می‌دهد برای همیشه قلمرو را ترک کند. اسکار امتناع می‌کند و به سیمبا حمله‌ور می‌شود. پس از درگیری کوتاهی، سیمبا او را از لبهٔ صخره پرتاب می‌کند. اسکار از سقوط جان سالم به در می‌برد، اما کفتارهایی که خیانتش را شنیده‌اند، به او حمله کرده و او را می‌کشند.
با نابودی اسکار و کفتارها، سیمبا پادشاهی را به‌دست می‌گیرد و نالا ملکه می‌شود. با بازگشت آرامش و آبادانی به سرزمین غرور، رافیکی تولهٔ تازه‌متولدشدهٔ سیمبا و نالا را به حیوانات گردآمده معرفی می‌کند، و بدین‌ترتیب چرخهٔ زندگی ادامه می‌یابد.